# Arp 230
Arp 230 (IC 51) — галактика у сузір'ї Кит.